# Some Guy
«Un tipo Cualquiera» —título original en inglés: «Some Guy»— es el cuarto episodio de la octava temporada de la serie de televisión posapocalíptica, horror The Walking Dead , fue escrito por David Leslie Johnson y dirigido por Dan Liu, que salió al aire en el canal AMC el 12 de noviembre de 2017. Fox hizo lo propio en España e Hispanoamérica el día 13 del mismo mes, respectivamente. 
Este episodio se centra principalmente en el personaje del Rey Ezekiel (Khary Payton). También presenta las apariciones finales de Shiva (la mascota de Ezekiel la cual es una Tigresa de Bengala), Daniel (Daniel Newman) y Álvaro (Carlos Navarro) La muerte de Shiva fue adaptada en la edición # 118 de la serie de cómics.

## Argumento
En un flashback, el Rey Ezekiel (Khary Payton) se prepara a sí mismo y a sus soldados del Reino para ir a la guerra junto a las comunidades de Alexandria y Hilltop contra los Salvadores. Él da un discurso entusiasta para aumentar la moral de sus hombres y sus familias antes de partir.
En el presente, Ezekiel se arrastra fuera de la pila de cadáveres de los soldados del Reino. Sus hombres se habían sacrificado para proteger a Ezekiel de un ataque de Los Salvadores; el enemigo había usado la ametralladora Browning M2HB que Rick (Andrew Lincoln) y Daryl (Norman Reedus) habían estado buscando. Con una pierna herida y los muertos comenzando a reanimarse, Ezekiel es rescatado por un soldado sobreviviente del Reino, Álvaro (Carlos Navarro).
Ezekiel y Álvaro intentan ponerse a salvo, pero un Salvador, Gunther (Whitmer Thomas), mata a Álvaro con un disparo fatal en el pecho. El Salvador toma como rehén al Rey y le dice que planea llevarlo al Santuario a Ezekiel para Negan por una hermosa recompensa. Él fuerza a Ezekiel a punta de pistola, hacia un complejo vallado para escapar de los caminantes del Reino que les siguen. En todo momento, Gunther se burla de Ezekiel, revelando que incluso en la muerte, sus hombres todavía lo siguen. Al llegar a la puerta del complejo, descubren que está bloqueado. Con Ezekiel incapaz de escalar, Gunther se prepara para decapitarlo y llevarle la cabeza a Negan. Sin embargo, Jerry (Cooper Andrews) aparece de repente y usa su hacha para dividir por completo el cuerpo de Gunther con un golpe, matándolo y salvando a su líder de una muerte segura. Jerry luego ayuda a Ezekiel a levantarse y los dos se defienden mientras intentan destruir la cerradura.
En el puesto de avanzada cercano, Carol (Melissa McBride) sorprende a los salvadores moviendo las ametralladoras, matando a varios. Los salvadores restantes se apresuran a transportar las armas lejos transportandose por un Humvee, dando lugar a un tiroteo fuera del edificio, cerca de donde Ezekiel y Jerry están peleando. Carol logra engañar a los Salvadores para que bajen la guardia, matando a todos menos a dos, pero luego ve a Ezekiel y Jerry cerca de ser abrumados por los caminantes. Ella va a ayudarlos, permitiendo que los salvadores escapen en el Humvee. Rescatado, Ezekiel lamenta que Carol deje que las armas se escapen, pero luego escuchan el rugido de una motocicleta cercana. Fuera del complejo, Rick y Daryl aparecen, persiguiéndolos. Los dos fuerzan al Humvee a salir de la carretera.
De vuelta en el puesto de avanzada, Carol y Jerry ayudan a escoltar a Ezekiel a través de la creciente horda de caminantes con la munición baja. Llegan a un arroyo poco profundo con una horda de caminantes, lo cual es difícil de cruzar para Ezekiel con su herida. Carol y Jerry insisten en que Ezekiel siga caminando, pero decide quedarse atrás y sacrificarse para luchar contra los caminantes por ellos. Admite a Jerry que él es solo "un tipo cualquiera" y que no es digno de ser un líder. De repente, Shiva, la mascota de Ezekiel la cual es una tigresa de Bengala, inesperadamente llega y distrae a los caminantes, atacandolos. En última instancia, la tigresa se sacrifica en el proceso, para gran desconsuelo e indignación de Ezekiel. Carol y Jerry se ven obligados a arrastrar a un devastado Ezequiel de la distancia. Eventualmente, los tres regresan a las puertas del Reino. Las familias de los soldados con los que habló Ezekiel al inicio del día se apresuran a escuchar las noticias. Sin embargo, Ezekiel no se atreve a decir nada y tranquilamente se aleja.

## Recepción

### Recepción crítica
"Some Guy" recibió críticas positivas de los críticos, y muchos lo describieron como el mejor episodio de la temporada hasta la fecha. En Rotten Tomatoes, tiene un 88% con una calificación promedio de 7,77 sobre 10, con base en 26 revisiones. El consenso del sitio dice: Al mantener su enfoque en un favorito de los fanáticos, "Some Guy" ofrece un atractivo – aunque al final del episodio es muy desgarrador –.
Laura Bradley de Vanity Fair lo llamó "el mejor episodio de esta temporada hasta ahora", aplaudiendo las prótesis y el maquillaje diciendo "El mejor trabajo de Nicotero hasta la fecha" y el retrato de Khary Payton del colapso de Ezekiel. Noel Murray de Rolling Stone dijo que el episodio "vuelve a uno de los puntos fuertes de la serie: reduciendo una expansión épica post-apocalíptica a unos pocos momentos cruciales en las vidas de la gente común". Kelly Lawler of USA Today señaló "Khary Payton hace un gran trabajo durante toda la hora y es espe cialmente que afecta en estos momentos Ezekiel ha renunciado a su dialecto de Shakespeare para la jerga de terror puro y culpa.

### Índices de audiencia
El episodio promedió una calificación de 3.9 entre los adultos de 18 a 49 años, y tuvo una audiencia de 8.69 millones de espectadores, lo que fue una mejora con respecto a la semana anterior.